# Akademija
 Ovo je glavno značenje pojma Akademija. Za druga značenja pogledajte Akademija (razdvojba).
Akademija (iz starogrčki Ἀκαδημία) je pravno nezaštićeni pojam koji pokriva širok raspon javno iz proračuna financiranih institucija ili privatnim donacijama financirane istraživačke znanstvene ili obrazovne ustanove. Općenito akademija je institucija visokog obrazovanja, istraživanja, ili počasno članstvo. 
U zapadnom svijetu "akademija" je izraz koji se često rabi za javne institucije visokog obrazovanja.
Titula koja se rabi za redovite članove određene akademije znanosti je akademik.
Akademije mogu se podijeliti primjerice na:
- Akademije znanosti (znanstveno društvo za promicanje znanstvenih istraživanja)
- Institucije za poticanje znanstvenog i umjetničkog istraživanja
- Nepotpuno razvijena sveučilišta ili dio sveučilišta

## Akademije u Hrvatskoj
- Hrvatska akademija znanosti i umjetnosti
- Akademija likovnih umjetnosti u Zagrebu
- Muzička akademija Sveučilišta u Zagrebu
- Muzička akademija Sveučilišta Jurja Dobrile u Puli
- Pedagoška akademija Sveučilišta Jurja Dobrile u Puli
- Vojna akademija